# (35070) 1989 TE3
(35070) 1989 TE3 es un asteroide perteneciente al cinturón de asteroides descubierto el 7 de octubre de 1989 por Eric Walter Elst desde el Observatorio de La Silla, Chile.

## Designación y nombre
Designado provisionalmente como 1989 TE3.

## Características orbitales
1989 TE3 está situado a una distancia media del Sol de 3,048 ua, pudiendo alejarse hasta 3,541 ua y acercarse hasta 2,555 ua. Su excentricidad es 0,161 y la inclinación orbital 3,524 grados. Emplea 1944,43 días en completar una órbita alrededor del Sol.

## Características físicas
La magnitud absoluta de 1989 TE3 es 14,7. 